# Station Whitechapel
Station Whitechapel is een station van de East London Line, tegenwoordig vallend onder London Overground, en van de metro van Londen aan de District Line en Hammersmith & City Line. Het metrostation, dat in 1876 is geopend, ligt in de wijk Whitechapel in de borough Tower Hamlets in Oost-Londen.

## Geschiedenis

### East London Railway
Het station werd geopend op 19 april 1876 door de East London railway (ELR), de latere East London Line, als onderdeel van de verlenging van haar lijn van Wapping naar Liverpool Street. De ELR bezat alleen de infrastructuur terwijl verschillende spoorwegmaatschappijen hun diensten aanboden via Whitechapel. Hieronder waren de London, Brighton and South Coast Railway (LB&SCR), de London, Chatham and Dover Railway (LC&DR) en de South Eastern Railway (SER). Later voerde ook de Great Eastern Railway (GER) diensten uit op de lijn. In 1913 werd de ELR geëlektrificeerd en ging de Metropolitan Railway de diensten verzorgen.

### District Railway
Op 6 oktober 1884 opende de District Railway (DR), de latere District Line, haar nieuwe oostelijke eindpunt met perrons boven die van de ELR bij Whitechapel, het nieuwe eindpunt kreeg de naam Whitechapel (Mile End). Enkele dagen voor het nieuwe eindpunt werd een verbindingsboog, de St. Mary's Curve, tussen de ELR en de nieuwe DR sporen geopend. De reizigersdienst op de ELR tussen Whitechapel en Liverpool Street werd dan ook in 1885 gestaakt. Het station kreeg zijn huidige naam op 13 november 1901. Op 1 februari 1902 werden de DR perrons tijdelijk gesloten ten behoeve van de ombouw van kopstation tot doorgangsstation in verband met de aanleg van de Whitechapel & Bow
Railway. Dat bedrijf was een samenwerking tussen de DR en de London Tilbury and Southend Railway (LT&SR) voor de bouw van een verbinding tussen de DR bij Whitchapel en de LT&SR bij Bromley by Bow. De perrons van de DR kwmen weer in bedrijf op 2 juni 1902 toen de verbinding met de LT&SR gereed was. De DR reed vervolgens tot Upminster en in de zomer zelfs tot Southend-on-Sea. In 1905 werden de diensten van de DR ingekort tot East Ham toen de metro overschakelde van stoom op elektrische tractie. De elektrificatie werd naar het oosten voortgezet zodat de DR vanaf 1 april 1908 weer tot Barking en vanaf 12 september 1932 weer tot Upminster rijdt.

### Metropolitan Railway
Op 3 december 1906 verlegde ook de Metropolitan Railway haar oostelijke eindpunt naar Whitechapel. Daarnaast begon ze ook diensten over het zuidelijke deel van ELR via de St Mary's bocht ten westen van Whitechapel. Toen de sporen van de ELR in 1913 werden geëlektrificeerd, beëindigde de MR de diensten naar de perrons van de DR en trok, op 31 maart 1913, haar diensten over de ELR ten noorden van Whitechapel door naar Shoreditch, destijds het noordelijke eindpunt van de ELR, zodat op die lijn een eilandbedrijf ontstond.

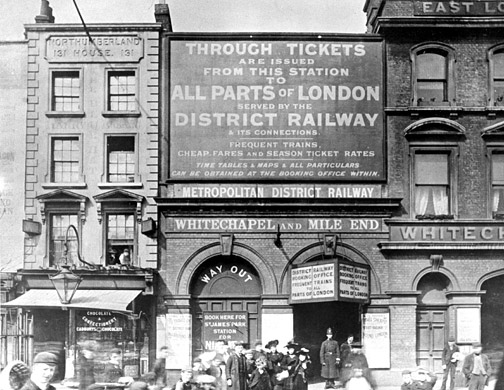
Het station in 1896
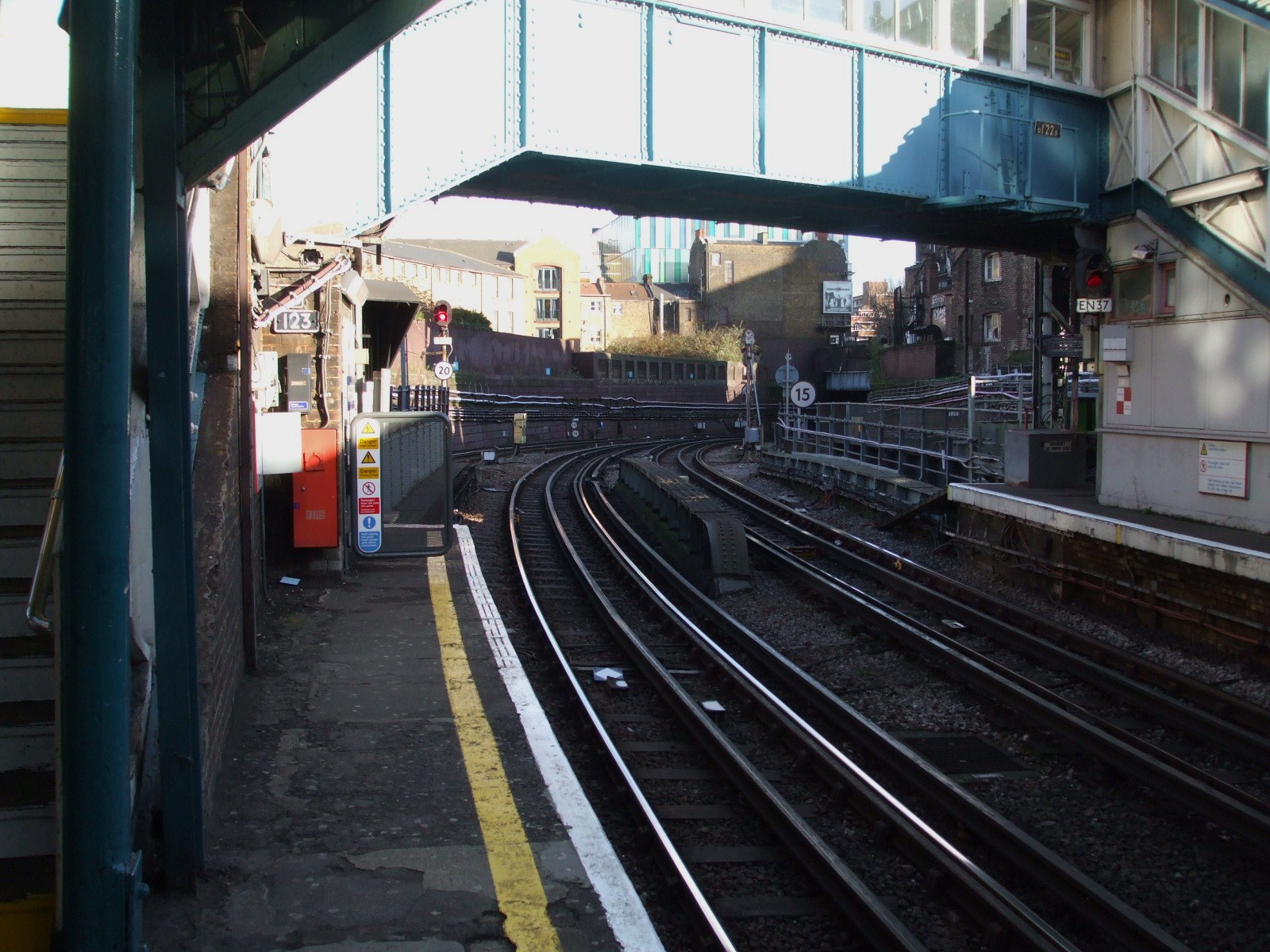
De middelste sporen onder de Victoriaanse loopbrug
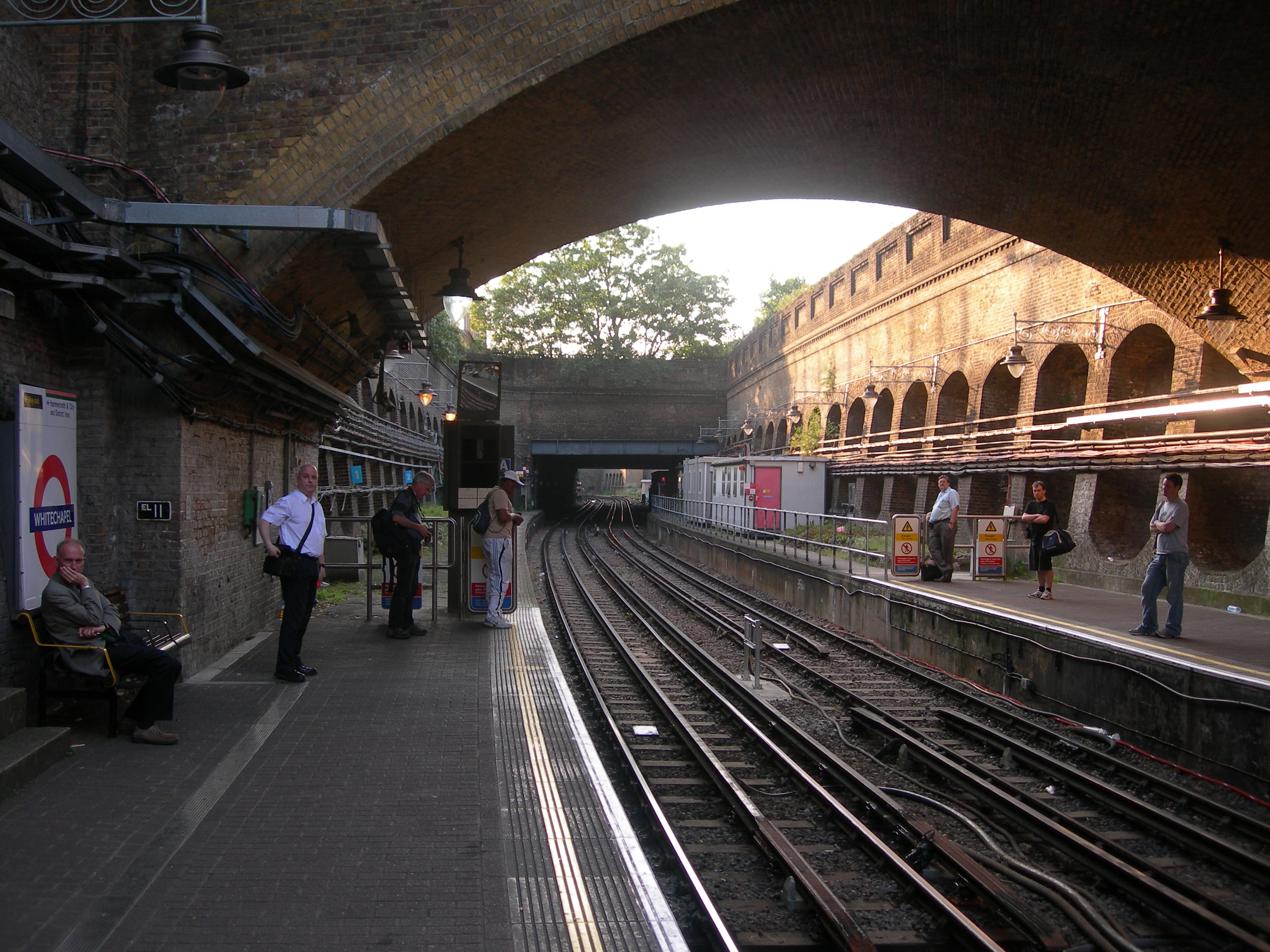
De East London Railway als metro in 2006

## London Transport

### 20e eeuw
In 1933 werd het OV in Londen genationaliseerd in het London Passenger Transport Board, kortweg London transport, dat de voormalige metrobedrijven allemaal de uitgang Line gaf. De ELR werd de East London Section van de Metropolitan Line. Op 30 maart 1936 hervatte de Metropolitan Line haar diensten op de sporen ten oosten van Aldgate en ging rijden tot Barking. Deze dienst kreeg in 1990 een eigen lijnkleur, roze, en de naam Hammersmith & City Line.
In de jaren tachtig overwoog London Transport om de East London Section om te bouwen naar een lightrail vergelijkbaar met de Docklands Light Railway , of om de toen niet meer gebruikte verbinding met Liverpool Street via Shorditch te herstellen. De East London Section kreeg in 1990 eveneens een eigen lijnkleur, oranje, en ging verder als East London Line zodat de Metropolitan Line weer verdween bij Whitechapel. De East London Line werd, voor de reizigers onzichtbaar, nog wel door de leiding van de Metropolitan Line aangestuurd. Op 25 maart 1995 werd de bouw van station Canada Water, het kruispunt van de Jubilee Line en de East London Line (ELL), aangegrepen om groot onderhoud aan de ELL, waaronder de Thames Tunnel, uit te voeren. Hiertoe werd de lijn ten zuiden van Whitechapel gesloten tot 25 maart 1998, ten noorden van Whitechapel duurde het tot 27 september 1998.

### Overground
In het begin van de 21e eeuw lagen er meerdere plannen voor de voorstadsdiensten rond Londen. Silverlink verzorgde een groot deel, met name ten noorden van de Theems, van deze diensten, maar een deel was in handen van andere bedrijven en er was geen sprake van een samenhangend net. De naam overground dook in 2003 op als gezamenlijke naam voor de diensten van de bedrijven ten zuiden van de Theems. Op 20 februari 2006 nam Transport for London de diensten van Silverlink onder haar hoede. Vervolgens werd ook de huisstijl van TfL geïntroduceerd op het net van Silverlink. De plannen om de ELL ten noorden van Shoreditch door te trekken naar Dalston waren al in 1993 ingediend en ter voorbereiding van de uitvoering werd de ELL ten noorden van Whitechapel op 9 juni 2006 gesloten. De ELL zou onderdeel worden van de overground hetgeen de ombouw van metro op spoorlijn betekende. De ELL werd dan ook op 22 december 2007 gesloten voor de ombouw en de verlenging naar het noorden. De heropening als onderdeel van de overground vond plaats op 27 april 2010 en op 23 mei 2010 werd de nieuwe dienstregeling van kracht.
De St Mary's bocht tussen de oost-west lopende District Line en de noord-zuid lopende East London Line werd tot 1941 gebruikt voor reizigersdiensten, maar daarna alleen nog voor materieel uitwisseling van en naar de pendeldienst op de East London Line. De bocht was vaak verlicht en was gemakkelijk te zien aan de linkerkant vanuit metro's die uit het zuiden Whitechapel binnenreden. De ombouw van de East London Line van Underground op Overground, die eind december 2007 begon, betekende ook een einde aan de materieel uitwisseling. De wissels die de District Line aansloten op de bocht werden in de zomer van 2008 verwijderd. Net ten westen van deze aansluiting ligt het voormalige metrostation St Mary's, een van de vele gesloten Londense metrostations.

### Crossrail
Al tijdens de Tweede Wereldoorlog werden plannen gemaakt voor grootprofiellijnen onder de binnenstad van Londen. De naam crossrail werd in 1974 voor het eerst gebruikt voor een tunnel tussen Paddington en Liverpool Street. Daarna werden gedurende ruim dertig jaar verschillende varianten onderzocht waarop in 2005 de crossrail wet werd ingediend. Na de parlementaire goedkeuring in 2008 begon in 2009 de bouw van de tunnel met onder andere een station bij Whitechapel. Het werk bij Whitechapel werd uitgevoerd door een werkmaatschappij van Balfour Beatty, Morgan Sindall en Taylor Woodrow Construction. Het werk omvatte de bouw van een dubbelgewelfdstation onder Durward Street en het rolstoeltoegankelijk maken van het hele station. De vernieuwde stationshal werd geopend op 23 augustus 2021, de proefritten door de crossrailtunnel begonnen in de laatste week van november 2021.

## Ligging en inrichting

### Bovengronds
Whitechapel beschikte geruime tijd over zes sporen in uitgravingen in de openlucht aan de noordkant van Whitechapel Road. waarvan de bovenste vier aanvankelijk gebruikt werden als kopsporen voor het oostelijke eindpunt van de District Railway. In 1902 werd deze doorgetrokken naar het oosten, maar in 1906 was er wederom sprake van een eindpunt, nu van de Metropolitan Railway. De Metropolitan Railway staakte haar diensten naar deze sporen in 1913, maar hervatte de dienst in 1936 toen het oostelijke eindpunt in Barking kwam. In 1990 verdween de Metropolitan Line van het station toen deze dienst de naam Hammersmith & City kreeg.
De Hammersmith & City Line en District Line hadden twee oostwaartse en twee westwaartse sporen langs twee eilandperrons. Door overloopwissels konden metrostellen in geval van verstoring of werkzaamheden op elk spoor keren, ten zuiden van spoor 4 lag een opstelspoor dat vanuit het oosten bereden kon worden en een zesbaks metrostel van materieel C of D kon herbergen.Ten oosten van spoor 1 lag een kopspoor waardoor het mogelijk was om zesbaks metrostellen van materieel C te laten keren terwijl ze langs het perron stonden. De twee sporen uit 1876 liggen dieper waarmee hier de uitzonderlijke situatie is dat de spoorlijn van het (grotendeels) bovengrondse net van London Overground hier, in de aanloop naar de Thames Tunnel, ónder de metrolijn van het ondergrondse net (London Underground) kruist. Deze perrons zijn in 1997 opgesierd met emaillen panelen van de hand van Doug Patterson.
Crossrail was de aanleiding om het station te verbouwen en als voorbereiding hierop werd in 2009 de dienstregeling aangepast zodat de metro's van de Hammersmith & City Line niet meer keerden in Whitechapel. Onderdeel van de verbouwing was de vervanging van de houten loopbruggen tussen de stationshal en de perrons door een brede loopbrug uit staal en beton. Verder werd ook de stationshal uit 1876 achter de gevel aan Whitechapel Road geheel vervangen door een nieuwe. De hele verbouwing moest plaatsvinden zonder de metrodienst te onderbreken. In januari 2011 werd een keer spoor bij West Ham opgeleverd ter vervanging van de keermogelijkheden bij Whitechapel. In september 2011 werden de sporen 2,3 en 4 opgebroken en werden de diensten naar het westen over het voormalige opstelspoor geleid dat sindsdien spoor 2 genoemd wordt. De twee eilandperrons zijn samengevoegd tot één groot eilandperron dat met vaste trappen en liften met de verdeelhal is verbonden. De verbouwing werd op 23 augustus 2021 opgeleverd. De verdeelhal bestaat uit een hoog deel op de loopbrug en een laag deel dat is opgehangen boven het noordelijke deel van de perrons van de overground. Behalve de verdeelhal biedt de loopbrug ook een voetpad dat buurtbewoners kunnen gebruiken om de metro te kruisen zonder door de toegangspoortjes te hoeven. De perrons van de overground zijn met trappen en liften verbonden met het lage deel van de verdeelhal. Helemaal aan de noordkant is de verdeelhal verbonden met een roltrapgroep naar de perrons van de Elizabeth Line.

### Ondergronds
Het dubbelgewelfdstation op 30 meter onder het maaiveld is verbonden met de verdeelhal via een roltrapgroep aan de westkant en de lift die eveneens stopt bij het perron voor de overground naar het zuiden. De perrons hier zijn 240 meter lang, het dubbele van een standaard underground perron, en zijn voorzien van perrondeuren in een perronscherm. Aan de westkant van de perrons ligt een overloopwissel zodat treinen uit het westen langs beide perrons kunnen binnenrijden. Hierdoor is het mogelijk om op het zuidelijke spoor te keren in geval van verstoringen ten oosten van Whitechapel. Aan de oostkant ligt onder Stepney Green Park een splitsing van de lijn met een tak naar Stratford en een naar Canary Wharf. Het dubbelgewelfdstation is afgewerkt met crèmekleurige glasvezelbetonplaten die zijn voorzien van vele ronde uitsparingen om echo te beperken. Het station is opgesierd met het kunstwerk 'A Sunday afternoon in Whitechapel' een verzameling collages van de plaatselijke kunstenares Chantal Joffe.

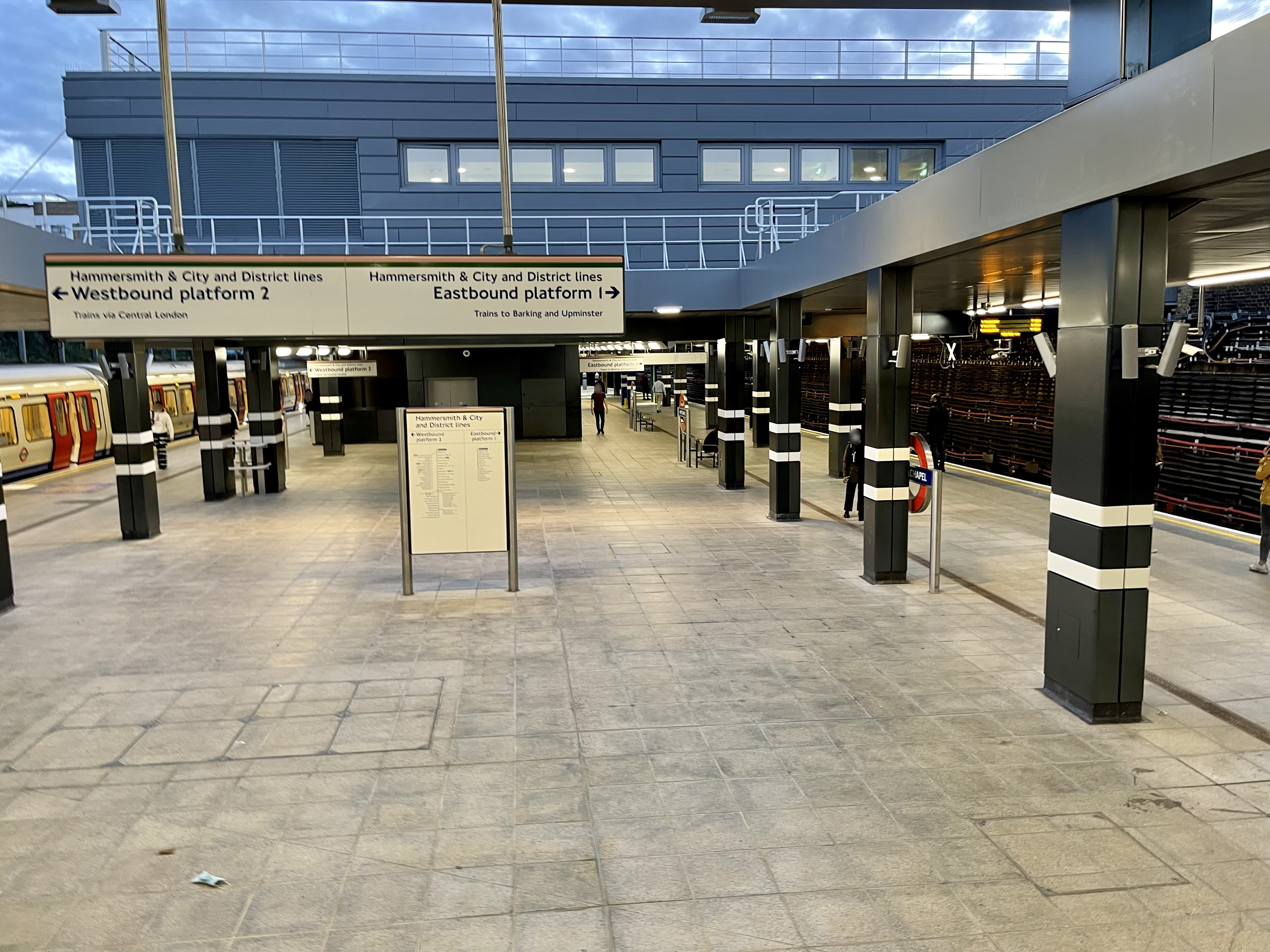
Het verbreedde eilandperron op 24 augustus 2021.
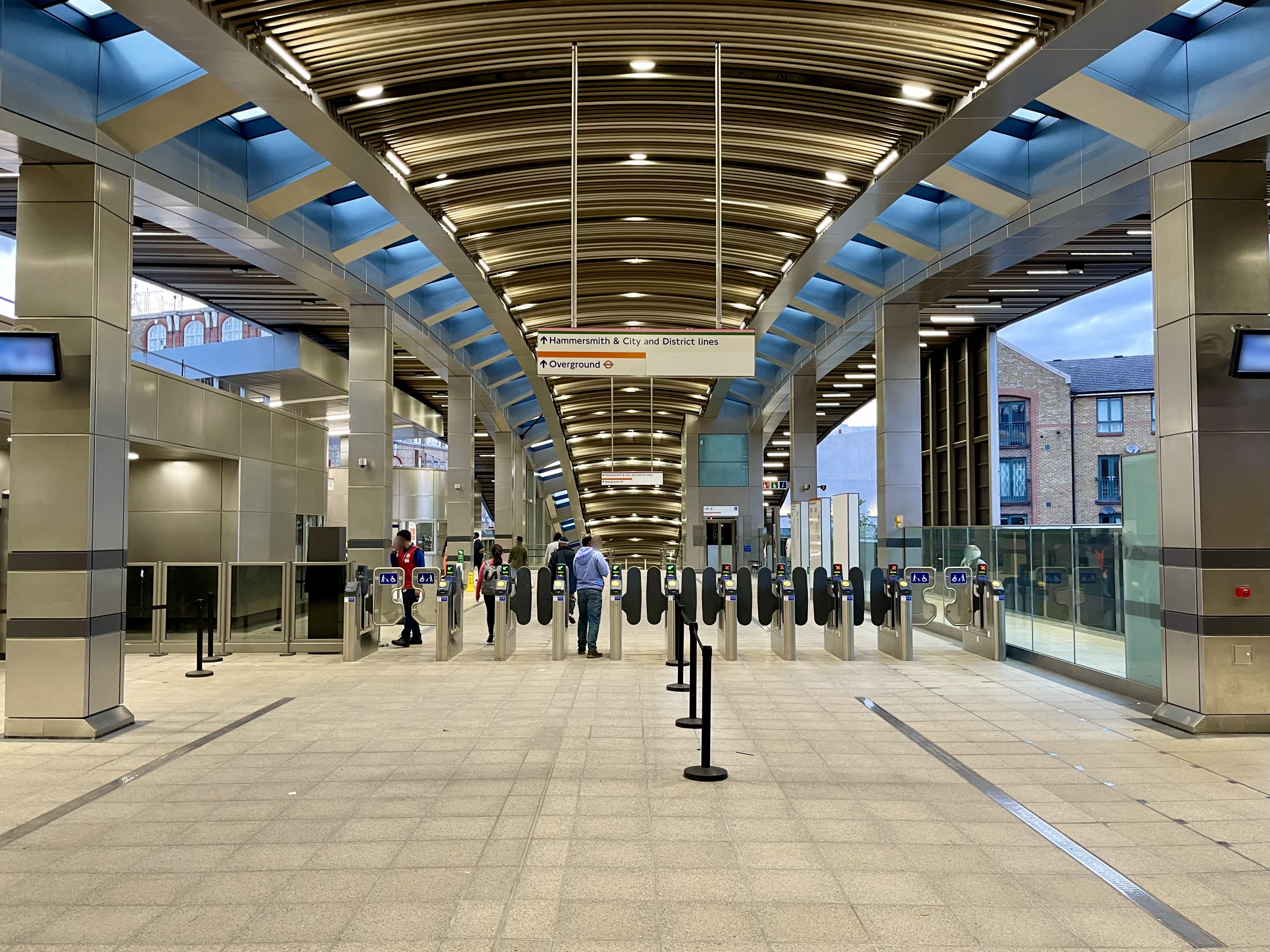
De stationshal uit 2021 op de gemoderniseerde loopbrug.
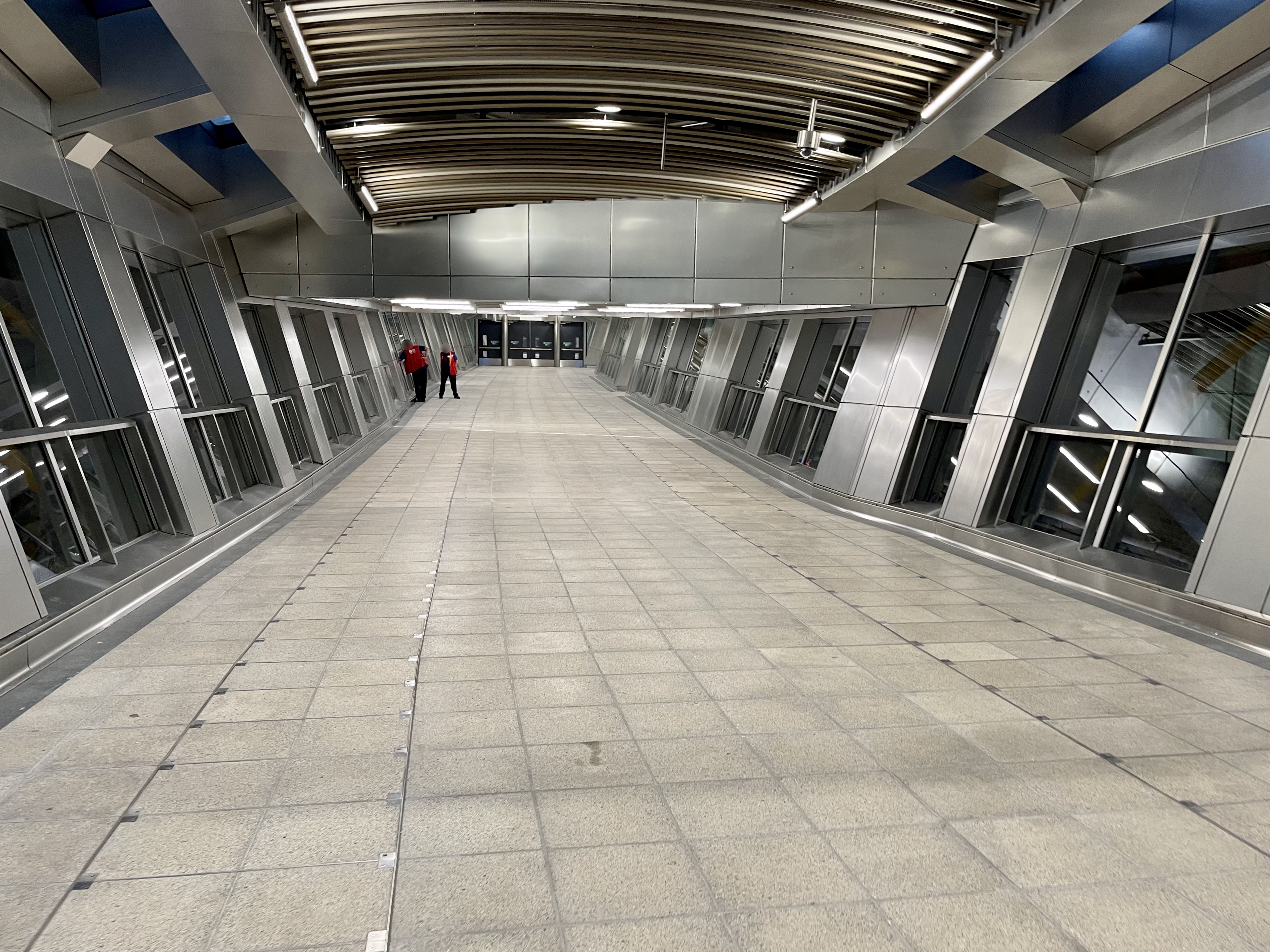
De verdeelhal boven de overground perrons.

## Reizigersdienst

### Underground
Begin 2015 reden geen diensten op de Hammersmith & City- en Circle-lijnen tussen Edgware Road en Aldgate East / Tower Hill in verband met werkzaamheden aan het spoor bij Euston Square, Moorgate en Liverpool Street. Het zuidelijke deel van de Circle Line bleef in bedrijf maar moest ten oosten van Tower Hill door rijden tot Barking om te keren, hierdoor werd Whitechapel tijdelijk een station aan de Circle Line.
De normale dienst op de District Line omvat:
- 12 metro's per uur in oostelijke richting naar Upminster (op zondag rijdt de helft niet verder dan Barking),
- 3 metro's per uur in oostelijke richting naar Barking,
- 6 metro's per uur in westelijke richting naar Ealing Broadway,
- 6 metro's per uur in westelijke richting naar Richmond,
- 3 metro's per uur in westelijke richting naar Wimbledon.

De normale dienst op de Hammersmith & City Line omvat:
- 6 metro's per uur in oostelijke richting naar Barking,
- 6 metro's per uur in westelijke richting naar Hammersmith via King's Cross St. Pancras en Wood Lane.

### Overground
Tijdens de ombouw van metro op trein, tussen december 2007 en mei 2010 sluiting, waren er tijdelijke busdiensten, waarvan de vervangende ELW dienst bleef rijden tot de ELL op 23 mei 2010 volledig werd geopend. De zuidelijke verlenging van de ELL van New Cross Gate naar Crystal Palace en West Croydon werd gelijktijdig met de noordelijke verlenging naar Dalston geopend en de volledige dagdienst begon in mei 2010. De verbouwing in verband met Crossrail betekende dat de nachtdiensten op de overground pas in december 2019 van start gingen. De dagdienst op de East London Line omvat:
- 8 treinen per uur in noordelijke richting naar Highbury & Islington,
- 8 treinen per uur in noordelijke richting naar Dalston Junction,
- 4 treinen per uur in zuidelijke richting naar West Croydon,
- 4 treinen per uur in zuidelijke richting naar Crystal Palace,
- 4 treinen per uur in zuidelijke richting naar New Cross,
- 4 treinen per uur in zuidelijke richting naar Clapham Junction.

### Crossrail
De diensten van de Elizabeth Line, de oost-westlijn van het crossrail-project begonnen op 24 mei 2022 tussen Abbey Wood en Paddington met 12 ritten per uur. In het najaar van 2022 komt ook de tunnel naar Stratford in gebruik en zal het aantal ritten verdubbelen. De hele dienstregeling met verbindingen tussen de twee oostelijke eindpunten, Shenfield en Abbey Wood, met de westelijke eindpunten, Reading en Heathrow Airport, zal in mei 2023 van kracht worden.
Hammersmith · 
Goldhawk Road · 
Shepherd's Bush Market ·
Wood Lane · 
Latimer Road · 
Ladbroke Grove · 
Westbourne Park · 
Royal Oak · 
Paddington · 
Edgware Road · 
Baker Street · 
Great Portland Street · 
Euston Square · 
King's Cross St. Pancras · 
Farringdon · 
Barbican · 
Moorgate · 
Liverpool Street · 
Aldgate East · 
Whitechapel · 
Stepney Green · 
Mile End · 
Bow Road · 
Bromley-by-Bow · 
West Ham · 
Plaistow · 
Upton Park · 
East Ham · 
Barking